# Арройо-де-ла-Лус
Арройо-де-ла-Лус (ісп. Arroyo de la Luz) — муніципалітет в Іспанії, у складі автономної спільноти Естремадура, у провінції Касерес. Населення — 6467 осіб (2010).
Муніципалітет розташований на відстані близько 270 км на захід від Мадрида, 16 км на захід від Касереса.

## Демографія
Динаміка населення (INE ):

## Галерея зображень

Розташування муніципалітету у провінції Касерес